# Conférence générale des poids et mesures
La Conférence générale des poids et mesures (in italiano Conferenza generale dei pesi e delle misure, in sigla CGPM) è una delle tre organizzazioni costituite per gestire il Sistema internazionale di unità di misura (SI) nei termini della Convenzione del Metro del 1875. Le altre due sono:
- l'Ufficio internazionale dei pesi e delle misure (BIPM);
- il Comitato internazionale dei pesi e delle misure (CIPM).

La Conferenza si riunisce a Parigi ogni 4, 5 o 6 anni. Nel 2002 la CGPM rappresentava 51 Stati membri e 10 membri associati. Al 1º agosto 2011 i primi sono 55 e i secondi 34.

## Stati membri
- Argentina (1877)
- Australia (1947)
- Austria (1875)[3]
- Belgio (1875)
- Bielorussia (2020)
- Brasile (1921)
- Bulgaria (1911)
- Canada (1907)
- Cile (1908)
- Cina (1977)
- Colombia (2012)
- Costa Rica (2022)
- Croazia (2008)
- Rep. Ceca (1922)[4]
- Danimarca (1875)
- Ecuador (2021)
- Egitto (1962)
- Estonia (2021)
- Finlandia (1923)
- Francia (1875)
- Germania (1875)
- Grecia (2001)
- Ungheria (1925)
- India (1957)
- Indonesia (1960)
- Iran (1975)
- Iraq (2013)
- Irlanda (1925)
- Israele (1985)
- Italia (1875)
- Giappone (1885)
- Kazakistan (2008)
- Kenya (2010)
- Lituania (2015)
- Malaysia (2001)
- Marocco (2019)
- Messico (1890)
- Montenegro (2018)
- Paesi Bassi (1929)
- Nuova Zelanda (1991)
- Norvegia (1875)[5]
- Pakistan (1973)
- Polonia (1925)
- Portogallo (1876)
- Romania (1884)
- Russia (1875)[6]
- Arabia Saudita (2011)
- Serbia (2001)
- Singapore (1994)
- Slovacchia (1922)[4]
- Slovenia (2016)
- Sudafrica (1964)
- Corea del Sud (1959)
- Spagna (1875)
- Svezia (1875)[5]
- Svizzera (1875)
- Thailandia (1912)
- Tunisia (2012)
- Turchia (1875)[7]
- Ucraina (2018)
- Emirati Arabi Uniti (2015)
- Regno Unito (1884)
- Stati Uniti (1878)
- Uruguay (1908)

## Riunioni della CGPM e decisioni importanti
1. (1889) - Viene definito il chilogrammo come massa dell'international prototype kilogram (IPK) fatto della lega platino-iridio e conservato presso il Bureau international des poids et mesures di Sèvres. Viene ratificato l'International prototype metre.
2. (1897)
3. (1901) - Ridefinito il litro come il volume di 1 kg di acqua. Si chiarisce che i chilogrammi sono unità di massa, è definito il "peso standard", è definita la accelerazione di gravità standard approvando l'uso del grammo forza e rendendoli ben definiti.
4. (1907) - Adottato il carato, pari a 200 mg.
5. (1913) - Proposta la International Temperature Scale.
6. (1921) - Revisionata la Convenzione del metro.
7. (1927) - Creato il Consultative Committee for Electricity (CCE).
8. (1933) - Identificata la necessità di una unità elettrica assoluta.
9. (1948) - Definiti ampere, coulomb, farad, henry, joule, newton, ohm, volt, watt e weber. Per il litro si adotta la l minuscola.
10. (1954) - Definiti kelvin e atmosfera standard. Si avvia l'International System of Units (metro, chilogrammo, secondo, ampere, kelvin, candela).
11. (1960) - Ridefinito il metro in termini di lunghezze d'onda della luce. Adottati hertz, lumen, lux, tesla. Per il nuovo sistema metrico viene adottato il simbolo ufficiale SI per Système International d'Unités, chiamato anche "modernized metric system". Confermati i prefissi pico-, nano-, micro-, mega-, giga- e tera-.
12. (1964) - Ristabilita l'originale definizione di litro = 1 dm³ introdotti i prefissi atto- e femto-.
13. (1967) - Il secondo ridefinito come durata di 9 192 631 770 periodi della radiazione corrispondente alla transizione tra due livelli iperfini dello stato fondamentale dell'atomo di cesio-133 alla temperatura di 0 K. Il grado kelvin ribattezzato kelvin. Ridefinita la candela.
14. (1971) - Definita la mole come nuova unità SI di base. Approvati pascal e siemens.
15. (1975) - Prefissi peta- ed exa-. Unità radiologiche gray e becquerel.
16. (1979) - Definiti candela e sievert. Sia l che L consentiti provvisoriamente come simboli per litro.
17. (1983) - Ridefinito metro in termini di velocità della luce, in modo che mantenga la stessa lunghezza.
18. (1987) - Adottati valori convenzionali per la costante di Josephson KJ e per la costante di von Klitzing RK, per aprire la strada a definizioni alternative di ampere e chilogrammo.
19. (1991) - Nuovi prefissi yocto-, zepto-, zetta- e yotta-.
20. (1995) - Le unità SI supplementari (radiante e steradiante) diventano unità derivate.
21. (1999) - Nuova unità SI derivata, il katal = mole per secondo, con la quale esprimere l'attività catalitica.
22. (2003) - Sia la virgola che il punto sono dichiarati accettati come simboli per la demarcazione decimale.
23. (2018) - Il chilogrammo, l'ampere, il kelvin, e la mole sono ridefiniti, in termini di valori permanentemente fissati rispettivamente alla costante di Planck[8], carica elementare, costante di Boltzmann e costante di Avogadro.
24. (2022) - Nuovi prefissi quecto-, ronto-, ronna- e quetta-.[9]